# The Jacaranda
The Jacaranda é um renomado clube de música em Liverpool, Inglaterra, intimamente associado à ascensão do fenômeno Merseybeat na década de 1960. Inaugurado pelo primeiro empresário dos Beatles, Allan Williams, em 1958, desempenhou um papel fundamental no lançamento do início da carreira da banda e forneceu um palco para artistas locais como Gerry & The Pacemakers e Rory Storm and The Hurricanes. Como sede da gravadora independente Jacaranda Records, o clube continua a operar como local de música ao vivo, loja de discos e bar, mantendo seu lugar na cena musical de Liverpool por mais de 60 anos.

## História
O promotor e empresário local Allan Williams abriu o The Jacaranda em setembro de 1958 em uma antiga loja de conserto de relógios na 21 Slater Street, Liverpool. O local atraiu uma clientela jovem, oferecendo uma das primeiras máquinas de café expresso da cidade, uma jukebox de estilo americano e música ao vivo.
Ele nomeou o local de The Jacaranda, em homenagem a uma espécie exótica de árvore ornamental, Jacaranda mimosifolia.
O local, conhecido carinhosamente como "The Jac", rapidamente se tornou um centro da cena musical de Liverpool, com o amigo de Williams e parceiro de negócios ocasional, o cantor de calipso, compositor e promotor musical de Trinidad e Tobago, Lord Woodbine, ocupando um espaço de residência noturna e fornecendo um ponto focal para muitos jovens músicos locais. 
Descrito por Williams em "The Man Who Gave The Beatles Away" como "O Buraco Negro de Calcutá musicado", o porão apertado do The Jacaranda forneceu ao Reino Unido o que é considerado um de seus primeiros locais verdadeiramente multiculturais, reunindo um público misto de imigrantes, boêmios e estudantes para desfrutar de uma mistura de atos musicais que variavam de calipso e tambores de aço a uma geração emergente de bandas de rock and roll. Também se tornaria a porta de entrada para a atenção internacional de muitos artistas locais, com Williams organizando uma série de turnês em Hamburgo para vários artistas, incluindo Derry and the Seniors, após uma visita bem-sucedida de Woodbine em 1960.
Entre os que se tornaram frequentadores regulares do The Jacaranda estavam John Lennon, Paul McCartney, George Harrison e Stuart Sutcliffe, que se aproximaram de Allan Williams para ter a chance de ensaiar e se apresentar no local. Como parte do acordo, os futuros Beatles foram autorizados a usar o porão como estúdio de ensaio durante o dia em troca de redecorar o espaço de apresentação. Os murais restaurados por Sutcliffe e Lennon ainda podem ser vistos lá hoje. 
O Jacarandá tornou-se uma base fundamental para a banda. Foi lá que Lennon escreveu uma de suas primeiras canções, "One After 909", com o grupo fazendo várias apresentações como The Silver Beetles e também usando o local para fazer testes com bateristas, incluindo Pete Best. Deixando o clube em uma van dirigida por Lord Woodbine e Williams para uma primeira turnê que definiu sua carreira em Hamburgo em 1961, foi também o local onde o ato anunciou pela primeira vez a mudança de seu nome para The Beatles.
Mesmo depois que o relacionamento com Williams terminou, os Beatles recrutaram o baterista dos regulares do Jacarandá, Rory Storm and the Hurricanes - que logo seria conhecido como Ringo Starr - para substituir Best e, finalmente, assinaram outro visitante frequente do clube, Brian Epstein, como o gerente que os levaria à fama global.

## Dias atuais
O Jacarandá continua sendo uma gravadora operacional, casa de shows, bar e loja de discos até hoje, hospedando apresentações noturnas ao vivo, e focando em artistas mais novos.
Em 2006, o The Jacaranda foi premiado com uma placa "Pubs in Time" pela Campaign for Real Ale (CAMRA) por seu papel nos anos de formação dos Beatles.
Em setembro de 2019, a Jacaranda Records anunciou que o último andar do prédio havia sido convertido no primeiro estúdio de áudio imersivo específico para música do Reino Unido.